# ヤーッコ・ヒンティッカ
ヤーッコ・ヒンティッカ (フィンランド語: Jaakko Hintikka、1929年1月12日 - 2015年8月12日） はフィンランドの哲学者、論理学者である。

## 経歴
1929年、フィンランドウーシマー県のヴァンターで生まれた。ヘルシンキ大学で学び、ゲオルク・ヘンリク・フォン・ウリクトに師事した。1953年に博士号を取得。
フロリダ州立大学、スタンフォード大学、ヘルシンキ大学、フィンランドアカデミー、ボストン大学哲学科教授として教鞭をとった。2015年にウーシマー県ポルヴォーで死去。

## 受賞・栄典
- 2005年：ショック賞（論理学・哲学部門）を受賞。「様相概念、特に信念や知識の概念の論理分析にたいする先駆的な貢献」に対して。

## 研究内容・業績
ヒンティッカは数理論理学、哲学的論理学、数学の哲学、認識論、言語の哲学、科学哲学に多大な貢献をした。30冊の著書と、300以上の論文がある多産な哲学者である。彼の著作や、論文は9つ以上の言語に訳されている。
ヒンティッカはアリストテレス、カント、ウィトゲンシュタインやパースについて新しく重要な解釈を提出した。ヒンティッカの仕事は、フレーゲ、ラッセル、カルナップ、クワイン、そしてかれの同僚であったフィンランド人哲学者イェオルイ・ヘンリク・フォン・ヴリクトなどの英米分析哲学の潮流に続くものと見ることができる。
様相論理の意味論
ヒンティッカは形式的認識論理、論理学のためのゲーム意味論の創始者とみなされている。ヒンティッカははじめ「様相論理の意味論」を考え出した。それは「クリプキ意味論（Kripke semantics）」との関連性がある。「様相論理の意味論」は今では「分析的タブローの方法」として教えられているものである。ここ数十年、彼の仕事の多くはゲーム意味論や「Independence-friendly logic」（Branching quantifierとして知られる）についてである。Branching Quantifierは従来の一階述語論理における量化よりすぐれた直感的な量化であるとヒンティッカは考えている。

## 著作
- The Philosophy of Mathematics
- The Principles of Mathematics Revisited
- Paradigms for Language Theory and Other Essays
- Lingua Universalis vs Calculus Ratiocinator
- Inquiry as Inquiry: A Logic of Scientific Discovery
- Language, Truth and Logic in Mathematics
- Ludwig Wittgenstein: Half-Truths and One-and-a-Half-Truths
- Analyses of Aristotle
- The Logic of Epistemology and the Epistemology of Logic